# Ківальські (герб)
Ківальські (пол. Kiwalski) − шляхетський герб, визнаний Альфредом Знамієровським за різновид герба Леліва.

## Опис герба
Герб блазонується так:
У блакитному полі під трьома золотими зірками (2:1) золотий півмісяць рогами догори. Клейнод: правиця в латах з мечем.

## Історія
Герб було присвоєно 17 листопада 1768 року у Варшаві Янові Ківальському (надалі - скарбнику латичжовському).

## Гербовий рід
Герб був гербом власним, який вживали лише Ківальські.